# Citrus variegation virus
Citrus variegation virus (CVV) es un virus patogénico de plantas de la familia Bromoviridae.